# Italienisches Dörfchen

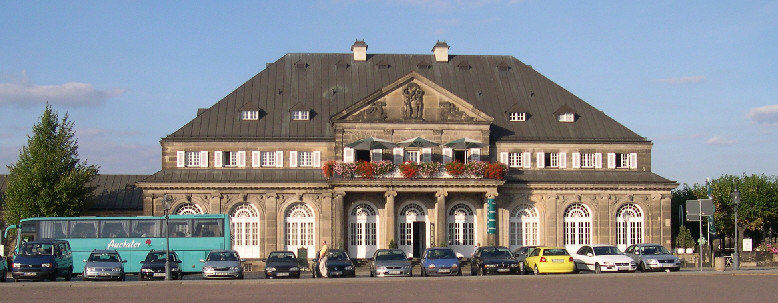
Italienisches Dörfchen, visto da Theaterplatz

L'Italienische Dörfchen è un ristorante a Dresda. Si trova sulla Theaterplatz vicino alla Hofkirche, allo  Zwinger e alla Semperoper nell'area storica del centro città.

## Storia

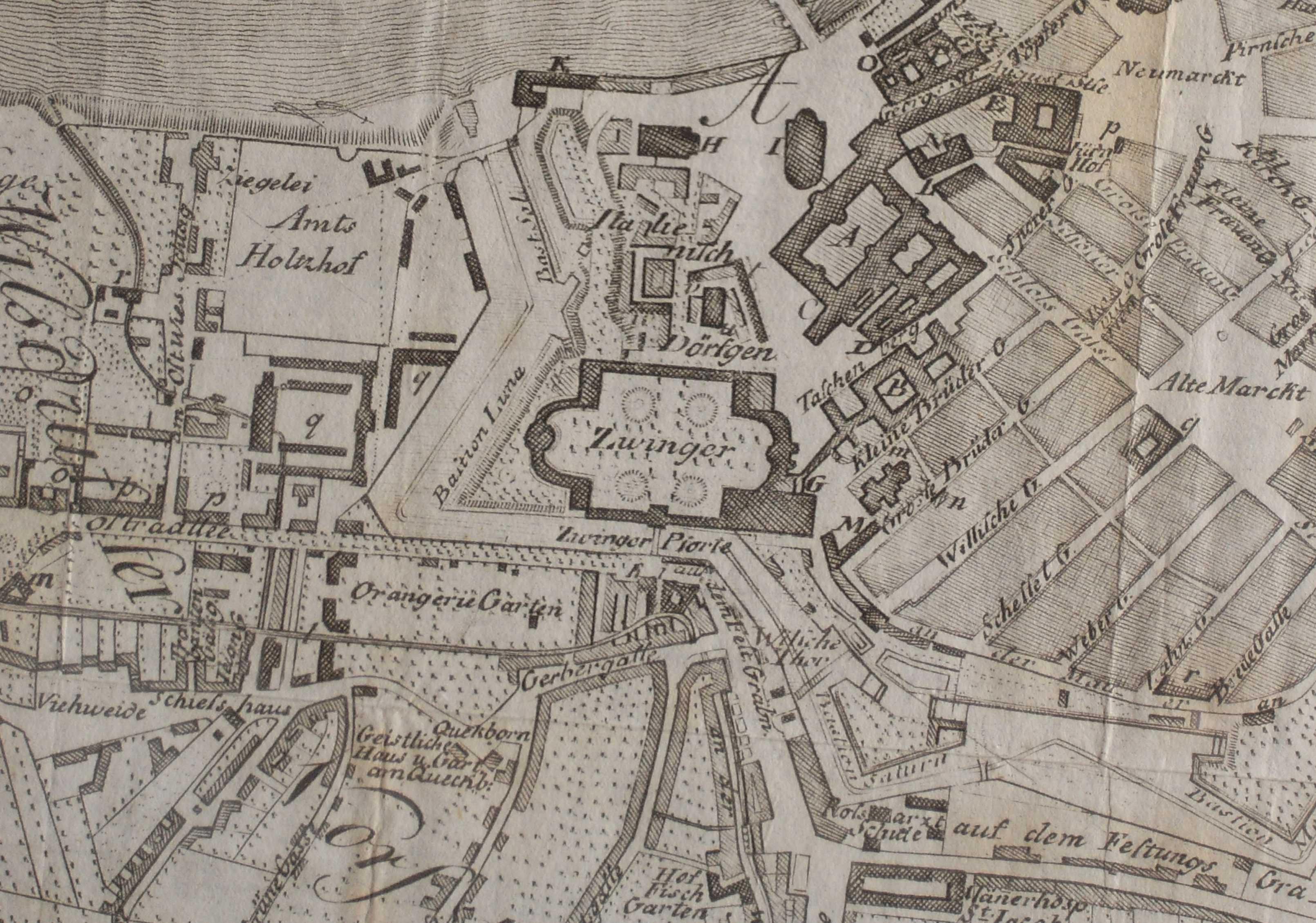
La Italienische Dörfchen nel 1809 tra Zwinger ed Elba. Con "H" è indicata la Morettisches Opernhaus

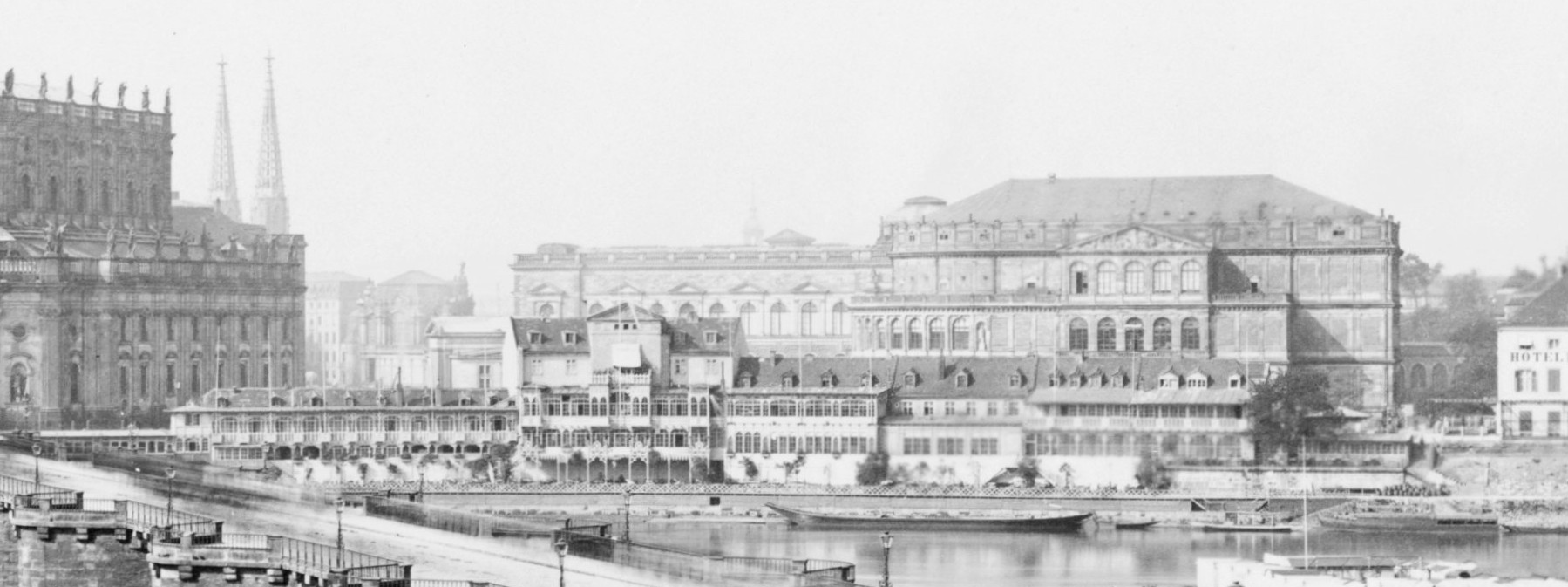
La Italienische Dörfchen nel 1865

Restauro del 1880

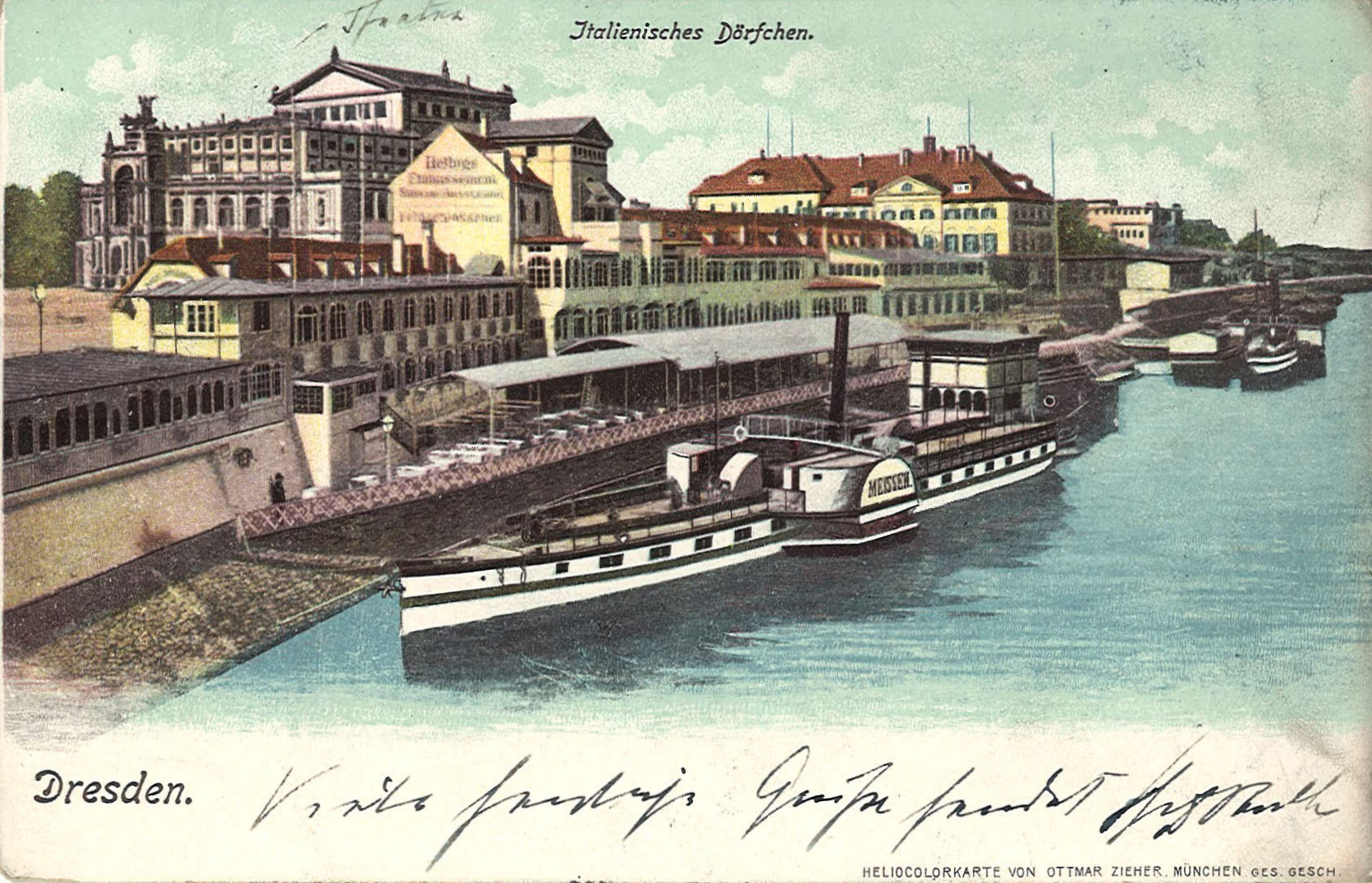
Molo sulla riva della terrazza e piroscafo a vapore Principe ereditario Wilhelm (nave, 1881) intorno al 1900

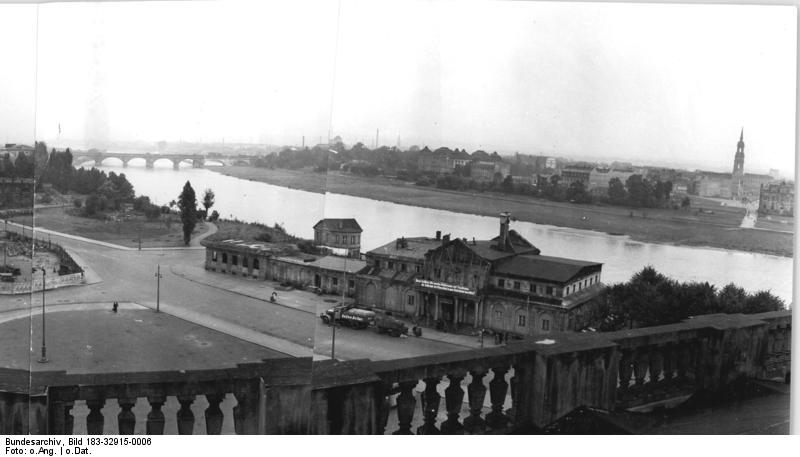
Italienisches Dörfchen dalla Hofkirche intorno al 1955

Quando l'architetto italiano Gaetano Chiaveri costruì la Hofkirke, fece realizzare vicino al cantiere sulla sinistra, sulla ripida sponda dell'Elba, numerose piccole case. Ciò corrispondeva al principio del Dombauhütte, che fu istituito nel Medioevo durante la costruzione e anche per il successivo mantenimento delle grandi cattedrali. Dresda presto chiamò le casette "villaggio italiano". Nel corso della costruzione del nuovo Teatro di Corte di Dresda, il primo Semperoper, l'insediamento fu demolito ad eccezione di alcune taverne.
Più tardi c'era un ristorante popolare su questo sito, che prese il nome di "villaggio italiano". Lì nel giorno della riforma del 1861 fu fondata l'associazione per il mantenimento della libertà di parola Polyhymnia, che in seguito divenne Corps Altsachsen. Prima della prima guerra mondiale, nel 1911/13, venne redatto un progetto per il rango architettonico degli edifici nell'area e del vicino Hotel Bellevue (ex fabbrica di zucchero Calberlasche). Nel 1956/57 l'edificio distrutto fu ricostruito dall'architetto Gerhard Guder.
Dopo il Die Wende il ristorante fu inizialmente chiuso e successivamente restaurato. Oggi, grazie alla sua posizione centrale, è particolarmente popolare tra i turisti. Non lontano dal villaggio italiano, dall'altra parte della riva del terrazzo, si trova il Basteischlösschen.